# دائرة دحموني
دائرة دحموني إحدى دوائر ولاية تيارت الجزائرية . عاصمتها هي دحموني وتضم بلديات : 
- دحموني
- عين بوشقيف